# Erdélyi János (rendező)
Erdélyi János (Duka, 1955. szeptember 27.) Balázs Béla-díjas (2009) filmrendező.

## Életpályája
Szülei: Erdélyi István és Molnár Rozália. 1974–1978 között a Taurusban segédmunkásként dolgozott. 1978–1982 között a Szombathelyi Tanárképző Főiskola népművelés-történelem szakos hallgatója volt. 1982–1983 között Kőszegen volt népművelő. 1983–1988 között Budapesten újságíróként tevékenykedett, többek között a Betonelem című üzemi lanpál. 1984 óta filmrendező. 1985-ben elvégezte a MÚOSZ Újságíró Iskolát.
Sokáig Zsigmond Dezső filmrendező munkatársa volt. Történelmi és szociográfiai témák érdeklik. Első nagyjátékfilmje az Indián tél (1992) volt.

## Filmjei
| - Ez zárkózott ügy (1984) - Jelölöm magam (1985) - Fordulj, kedves lovam (1987) - Ez (is) zárkózott ügy (1988) - Aníg az élet ígérve van (1988-1990) - A kis indiánkönyv (1989) - Ameddig a harang szól (1990-1998) - Vérrel és kötéllel (1990) - Nincs a világnak közepe (1991) - "...és lába nyomán kinőtt a fű" - emlékek Szigethy Attiláról (1991) - A boldog ember (1992) - Indián tél (1993) - Az eltűnt idő nyomában (1993) - Az asszony (1995) - Az évszázad árvize (1998) - Tálentum (2001) | - Tisztaberki tragédia (1992) - Pozsgay Imre (1993) - Antall József emlékműsor (1993) - Fénylő szemek (1994) - Akik utolsónak maradtak (1994) - Ő lesz nékik pásztoruk I.-III. (1995) - Sorsod sötétlő árnyak közt (1996) - Ott, ahol a kis Tur… (1996) - Ártéri halászat Kopácson (1997) - Apáczai álma (1997) - A többi csak álom (1997) - Ha felmegyek Kolozsvárra… (1998) - A kétségbeesés méltósága (1998) - Búcsú Kemenesaljától (2000) - Az én folyóm (2001-2002) - Fényt hagyni magunk után (2003) - A szenvedelmes kertész (2003) - Uborkázók (2004) - Az utolsó földművesek (2005) - Sortűz után (2006) - Mégis talpra állni (2008) - Andris (2008) - A nyomsávon (2013) |

## Díjai
- a filmszemle díja (1990)
- a troiai fesztivál legjobb rendezési díja (1993)
- Balázs Béla-díj (2009)
- Szőts István-díj (2021)[1]